# Programa Ilegais
O Programa Ilegais (em inglês: Illegals Program), chamado assim pelo Departamento de Justiça Americano, foi uma rede de espionagem feita por agentes russos que foi investigada pela Agência Federal de Investigação (FBI) e resultou na prisão de dez espiões estrangeiros nos Estados Unidos. Eventualmente foi realizado uma troca de prisioneiros entre os países, em 9 de julho de 2010.
Os espiões russos foram implantados nos Estados Unidos pelo Serviço de Inteligência da Rússia (ou SVR) em meados da década de 1990 e começo dos anos 2000. Se passando por cidadãos americanos normais, eles tentaram estabelecer contato com acadêmicos, industrialistas e legisladores para tentar ter acesso a informações de inteligência. Eles foram descobertos e então uma investigação, feita pelo FBI, foi lançada e durou anos ("Operação Ghost Stories"). O FBI iniciou as prisões dos suspeitos em junho de 2010, apreendendo dez pessoas em solo americano e outra na ilha de Chipre. Os presos foram acusados de "realizar espionagem secreta de longa data nos Estados Unidos a serviço da Federação Russa".
O suspeito preso no Chipre pagou uma fiança um dia após sua prisão. Uma décima segunda pessoa, um cidadão russo trabalhando para a Microsoft, também foi preso no mesmo período, mas como não havia provas concretas contra ele, a justiça americana limitou-se a deporta-lo do país. Segundo fontes russas, havia mais dois agentes que conseguiram fugir a captura.
Os dez agentes russos presos foram indiciados por espionagem e se declararam culpados de conspiração ilegal a serviço de um governo estrangeiro. Logo em seguida, em julho de 2010, eles foram transferidos para Viena, na Áustria. No final, os agentes foram libertados numa troca por quatro prisioneiros russos (que haviam sido presos na Rússia acusados de espionar para os Estados Unidos).
Em 31 de outubro de 2011, o FBI liberou fotos, dados e vídeos da investigação. As imagens mostravam os agentes russos falando com os policiais infiltrados e entre si. Os espiões utilizavam redes Wi-Fi e USB flash drives para transmitir informações, utilizando também um software de esteganografia para se ocultar. Os contatos entre os agentes eram mínimos, assim como os contatos diretos com Moscou. Mensagem por tintas invisíveis e transmissões de rádio secretas também eram usadas. Anna Chapman (em russo Anna Vasil'evna Kushchenko), uma das espiões, ficou conhecida por usar sua beleza para seduzir seus alvos. Ela, que já havia se envolvido com práticas de espionagem no Reino Unido antes de ir para os Estados Unidos, teria permanecido no mundo do serviço secreto por algum tempo depois. Em 2012, ela teria tentado seduzir um membro da comitiva do presidente americano Barack Obama, mas isso não foi confirmado.